# Wolfgang Solz
Wolfgang Solz (Frankfurt, 1940. február 12. – 2017. március 24.) nyugatnémet válogatott német labdarúgó, csatár, edző.

## Pályafutása
1949-ben az Union Niederrad csapatában kezdte a labdarúgást. 1958-ban az Eintracht Frankfurt korosztályos csapatában folytatta a játékot, majd 1959-ben mutatkozott be az első csapatban. Az Eintrachtban 182 bajnoki mérkőzésen szerepelt 63 gólt szerzett. 1968 és 1971 között az SV Darmstadt 98 labdarúgója volt. Az utolsó idényben a csapat vezetőedzőjeként is tevékenykedett. 1971 és 1974 között az SpVgg Bad Homburg, 1974-75-ben az SpVgg Neu-Isenburg csapatában szerepelt.
1962 és 1964 között két alkalommal szerepelt a nyugatnémet válogatottban.